# Culzean Castle

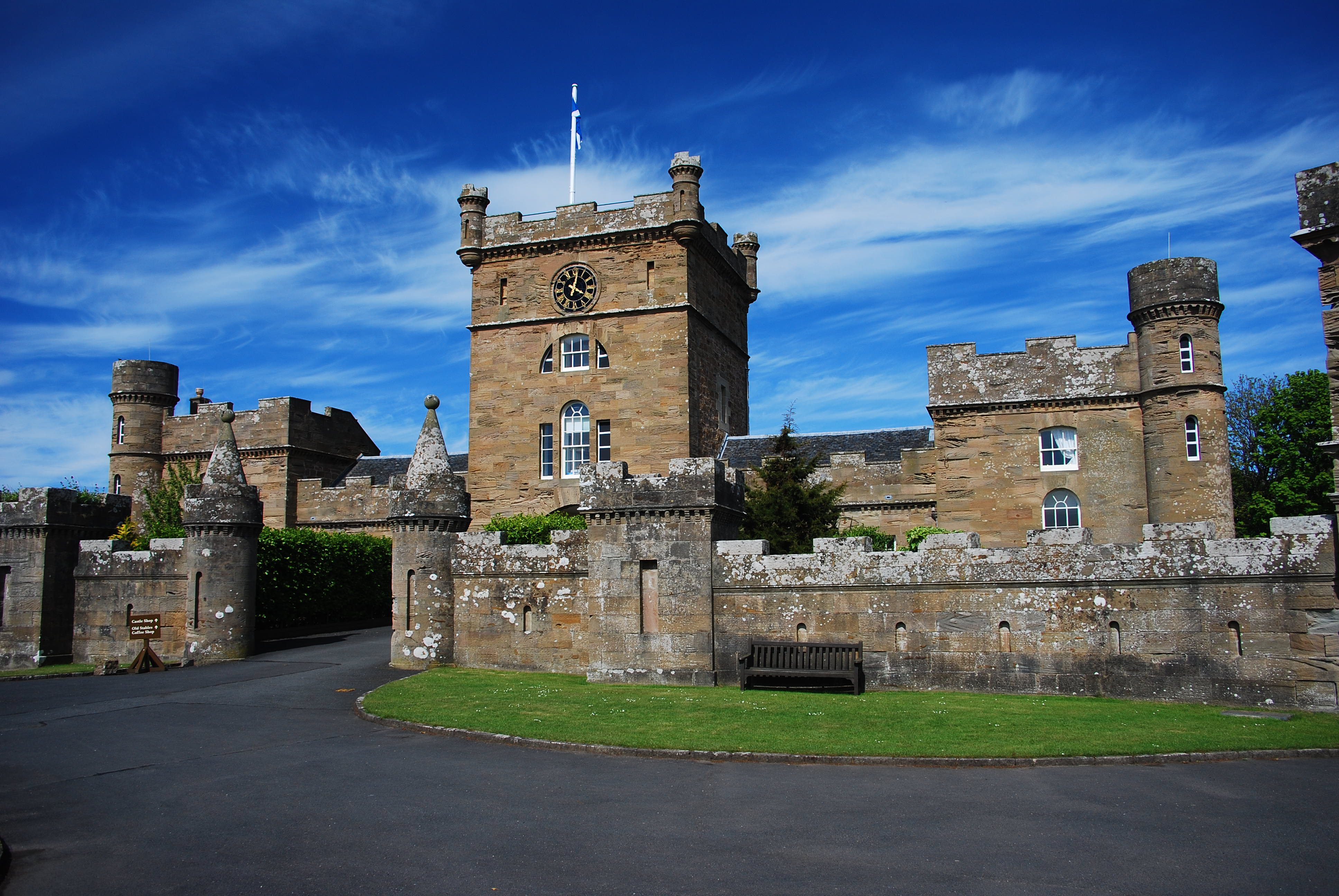
Přilehlá část, kde je nyní obchod a kavárna

Culzean Castle (čti Kul-aejn), je hrad ve Skotsku, v oblasti Jižního Ayrshiru, tyčící se na pobřežní skále jižně od města Ayr. Hrad se nachází v parku Culzean Country Park, spolu s osmi dalšími budovami. Celý areál je spravován organizací The National Trust for Scotland, které také patří.

## Historie
Hrad byl vystavěn v letech 1777 až 1792 na místech, kde od 16. století stála mnohem méně honosnější stavba prapůvodní tvrze. Stavba byla určena pro Davida Kennedyho – Desátého hraběte z Cassillis, který zaúkoloval architekta Roberta Adama, aby kompletní přestavbu provedl. Po dokončení pokračovaly i výstavby přilehlých budov a parku. Walled Garden, budova a zahrada pro odpočinek a stravování, byla stavěna v letech 1775–1786. Další budovy, jako stáje, altány a jiné stavby mnohem déle. Pozdější majitelé komplex v roce 1945 věnovali organizaci The National Trust for Scotland.

## Současnost
V dnešních dnech je tato památka otevřena pro veřejnost, park celoročně, hrad od jara do podzimu. V areálu jsou turistické stezky, informace, restaurace a obchod. Na skále pod hradem jsou hnízdiště několika druhů mořských ptáků.